# Hardecourt-aux-Bois
Hardecourt-aux-Bois è un comune francese di 74 abitanti situato nel dipartimento della Somme nella regione dell'Alta Francia.

## Società

### Evoluzione demografica
Abitanti censiti